# Plan d'action « réactivité » de l'OTAN

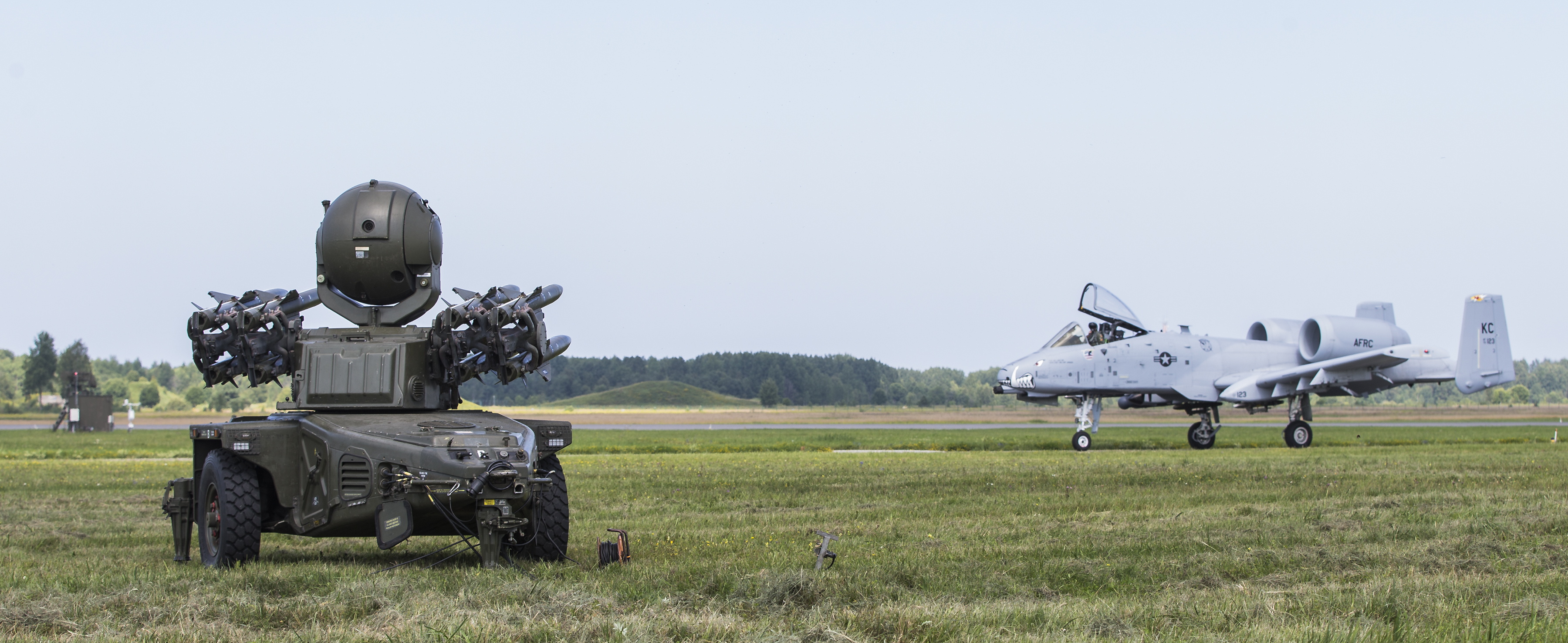
Batterie de missiles sol-air Rapier du 16e régiment de la Royal Artillery et Fairchild A-10 Thunderbolt II du Air Force Reserve Command en entrainement en Estonie le 28 juillet 2016.

Le plan d'action « réactivité » (en anglais Readiness Action Plan, RAP) est un plan adopté par l'Organisation du traité de l'Atlantique nord (OTAN) lors de son sommet à Newport, au Pays de Galles, en 2014. Il contient un ensemble de mesures de réassurance des pays membres de l'OTAN en Europe centrale et orientale qui visent à renforcer leur défense et à rassurer leurs populations, et de mesures d'adaptation de la structure de forces et de commandement de l'OTAN qui ont pour objectif d'en améliorer la réactivité et l'efficacité. À la suite de la guerre en Ukraine déclenché par l'invasion russe le 24 février 2022, d'importantes modifications et renforcements sont en cours en date de juillet 2022.
Lors du sommet de Varsovie en 2016, des mesures complémentaires sont adoptées qui renforcent encore la présence militaire des membres de l'OTAN sur ses flancs est et sud.

## Contexte géopolitique
Ce plan est présenté par l'OTAN comme étant sa réponse à la crise ukrainienne, avec notamment l'annexion de la Crimée par la Russie en 2014, à l'accroissement des activités militaires de la Russie sur le flanc est de l'OTAN et plus généralement au renforcement de la puissance militaire russe. Le plan d'action « réactivité » est le plus important renforcement de la défense collective de l'OTAN depuis la fin de la guerre froide.
La diplomatie russe considère que l'agressivité de l'OTAN à son égard constitue une menace, d'autant plus patente que les élargissements successifs de l'OTAN ont fortement rapproché de la Russie la bordure est de l'OTAN.  
Les sommets du pays de Galles et de Varsovie traduisent un recentrage de l'OTAN sur la défense collective de ses 28 membres après quinze années focalisées sur les opérations extérieures.
À la suite de l'invasion de l'Ukraine par la Russie en février 2022, les effectifs et le nombre de nations participantes à ce plan ont augmenté.

## Mesures de réassurance

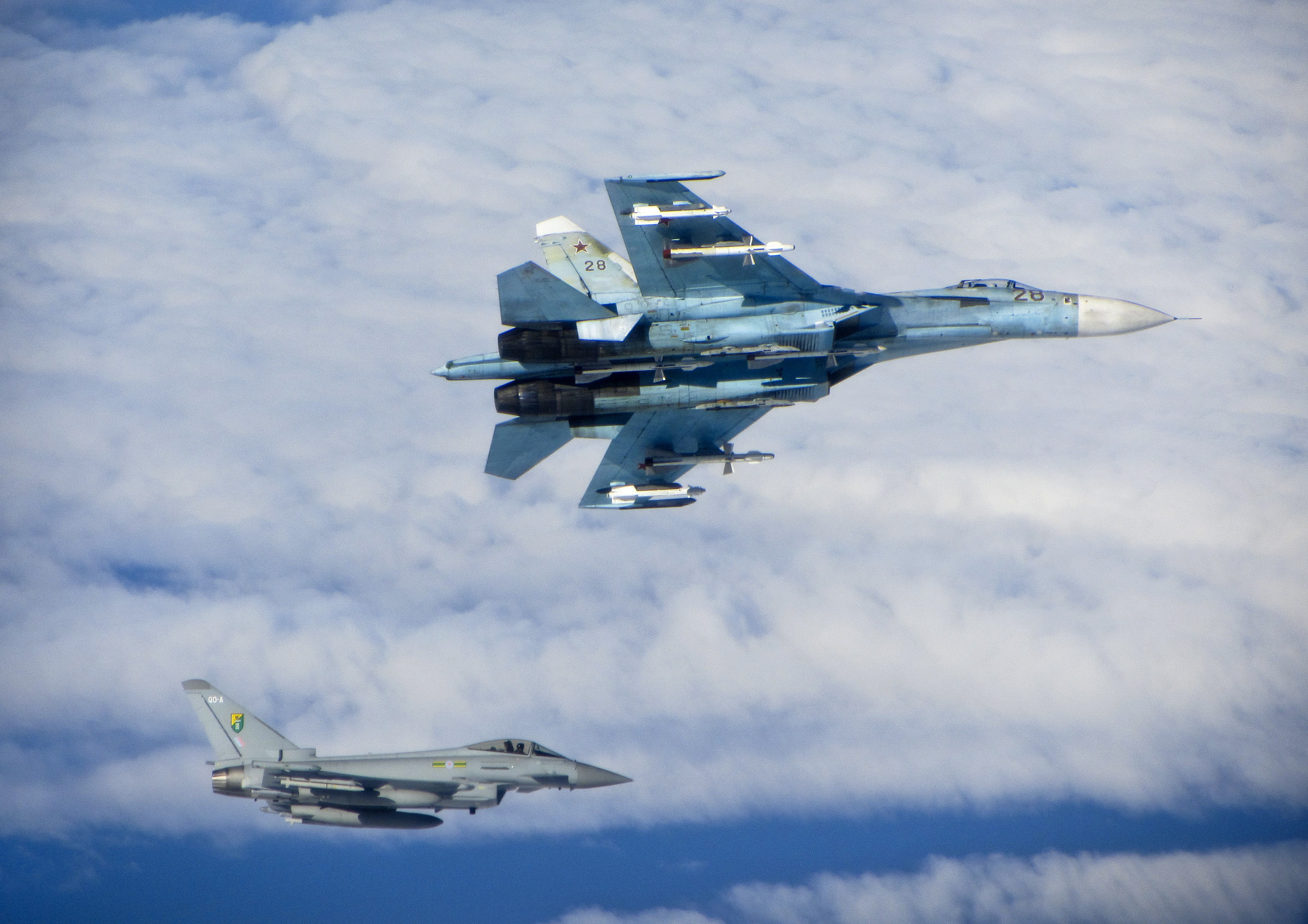
Un Su-27 de l'armée de l’air russe escorté par un Eurofighter Typhoon de la Royal Air Force participant à une mission Baltic Air Policing le 17 juin 2014.

Afin de répondre à l'évolution de l'environnement de sécurité aux frontières de l’Alliance atlantique, le plan d'action « réactivité » comprend des mesures de réassurance qui consistent en une série d'activités terrestres, maritimes et aériennes à l'intérieur, au-dessus et autour des pays membres de l'OTAN en Europe centrale et orientale. Les décisions complémentaires prises à Varsovie en 2016 consistent principalement à « établir une présence avancée renforcée en Estonie, en Lettonie, en Lituanie et en Pologne » et à développer une « présence avancée adaptée dans la partie sud‑est du territoire de l'Alliance »,.
En 2017, ces activités de réassurance consistent essentiellement en
- des patrouilles d’avions de chasse pour assurer la police du ciel, en particulier au-dessus des trois états baltes, dites Baltic Air Policing (missions en cours depuis 2004) ;
- le déploiement de troupes terrestres dans la partie orientale de l’Alliance pour des entraînements et des exercices OTAN, par rotation ;
- des vols de surveillance des AWACS de l’OTAN au-dessus du territoire des Alliés orientaux, et des vols d’avions de patrouille maritime le long des frontières orientales de l’Alliance ;
- des patrouilles maritimes intensifiées de l’OTAN en mer Baltique, en mer Noire et en Méditerranée avec les Groupes maritimes permanents OTAN et les Groupes permanents OTAN de lutte contre les mines.

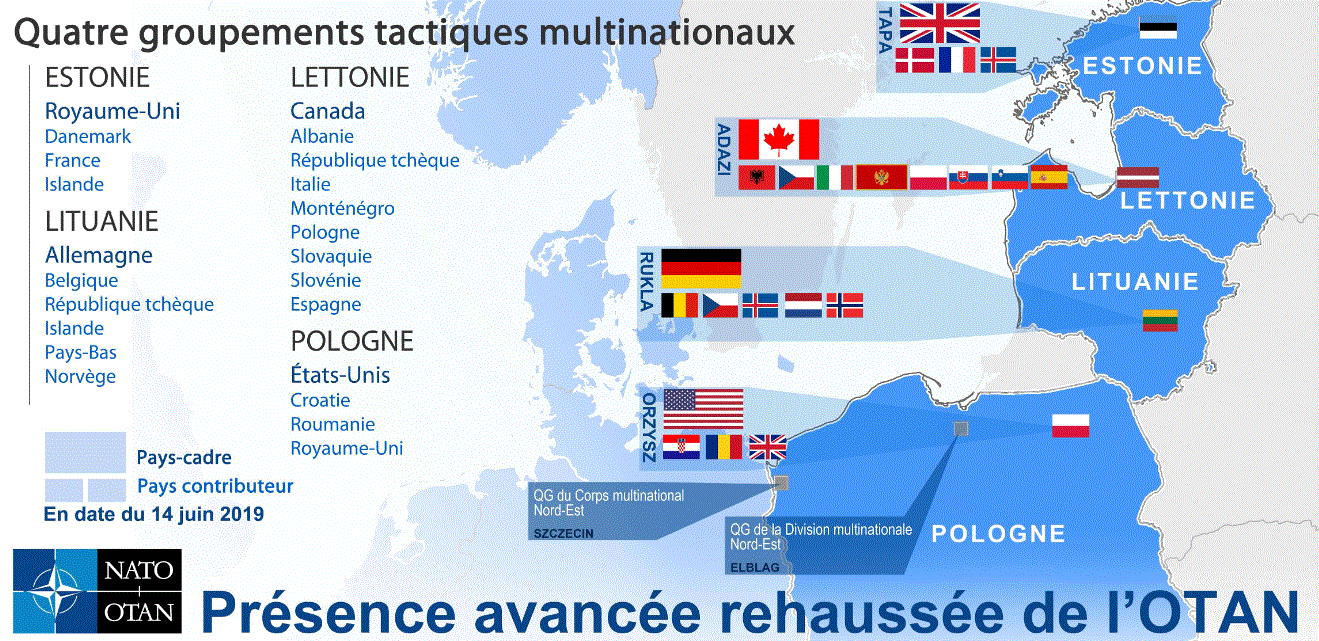
Nations participant à la présence avancée rehaussée de l'OTAN en 2019.

### Présence avancée renforcée de l'OTAN en Europe de l'Est
La décision la plus spectaculaire prise lors du sommet de l'OTAN à Varsovie en 2016, en complément du contenu du plan d'action de 2014, concerne le déploiement par rotation d'une force multinationale équivalente à un bataillon dans chacun des trois pays baltes, Estonie, Lettonie et Lituanie, et en Pologne (appelée Présence avancée renforcée en français et Enhanced Forward Presence en anglais).
Chacune d'entre elles est commandée par un pays-cadre et formée d'unités fournies par de nombreux pays contributeurs : l'Albanie, la Belgique, la Croatie, le Danemark, l'Espagne, la France, l'Italie, l'Islande, le Luxembourg, Le Montenegro, la Norvège, les Pays-Bas, la Pologne, la République tchèque, La Roumanie, le Royaume-Uni, la Slovaquie et la Slovénie. Les quatre groupements tactiques multinationaux d'origine sont placés sous commandement OTAN, au travers du QG du Corps multinational Nord-Est à Szczecin, en Pologne. En 2022, le nombre total de groupements tactiques multinationaux déployés 
passent à 8.
| État     | Base                  | Nation-cadre | Nations participantes                                                                   |
| -------- | --------------------- | ------------ | --------------------------------------------------------------------------------------- |
| Estonie  | Tapa                  | Royaume-Uni  | Danemark France Islande                                                                 |
| Lettonie | Ādaži                 | Canada       | Albanie République tchèque Islande Espagne Italie Monténégro Pologne Slovaquie Slovénie |
| Lituanie | polygone de Gaižiūnai | Allemagne    | Belgique Luxembourg Islande Norvège Pays-Bas République tchèque                         |
| Pologne  | Orzysz                | États-Unis   | Croatie Roumanie Royaume-Uni                                                            |

### Présence renforcée adaptée de l'OTAN en Europe du Sud-Est
Au sens de l'OTAN, l'Europe du Sud-Est désigne la Roumanie et la Bulgarie, toutes deux membres depuis 2004, et la Mer Noire. Les mesures prises consistent en la mise en place du QG du Corps multinational Sud-Est en Roumanie et d'une brigade multinationale et en le renforcement de la présence maritime et aérienne de l'OTAN dans la région. Depuis 2022, des contingents français et belges se sont ajoutés aux autres forces alliés, avec la Mission Aigle.
| État      | Base   | Nation-cadre       | Nations participantes                                          |
| --------- | ------ | ------------------ | -------------------------------------------------------------- |
| Roumanie  | Cincu  | France             | Belgique France Pays-Bas Macédoine Portugal Pologne États-Unis |
| Bulgarie  | Kabile | Italie             | Albanie Bulgarie Grèce Monténégro Macédoine États-Unis Turquie |
| Hongrie   | Tata   | Hongrie            | Croatie Italie Grèce Monténégro États-Unis Turquie             |
| Slovaquie | Lešť   | République tchèque | Allemagne Pays-Bas Slovaquie Slovénie États-Unis               |

### Présence avancée des États-Unis en Europe

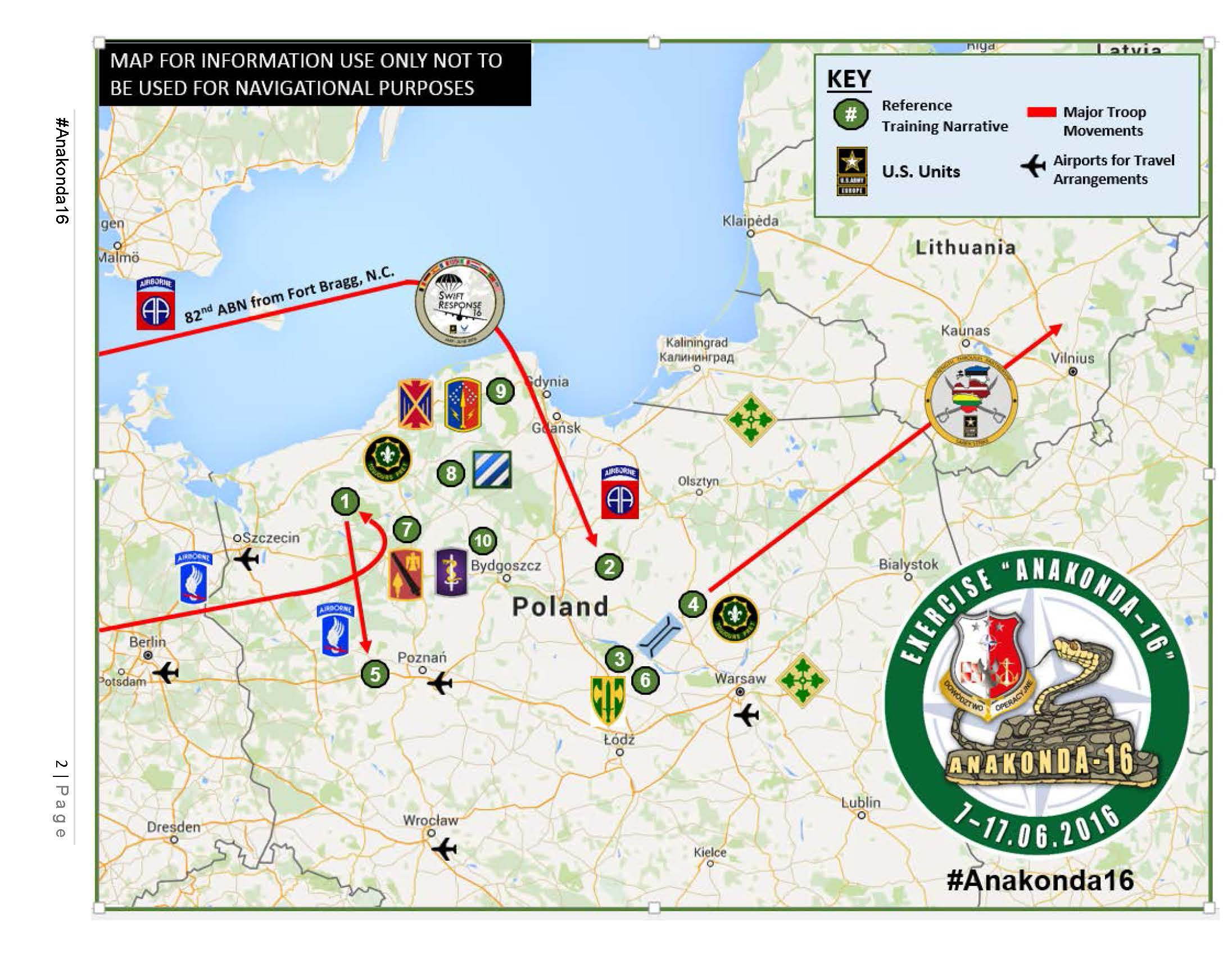
Plan de déploiement des unités impliqué dans l’exercice Anakonda 2016 en Pologne et en Lituanie.

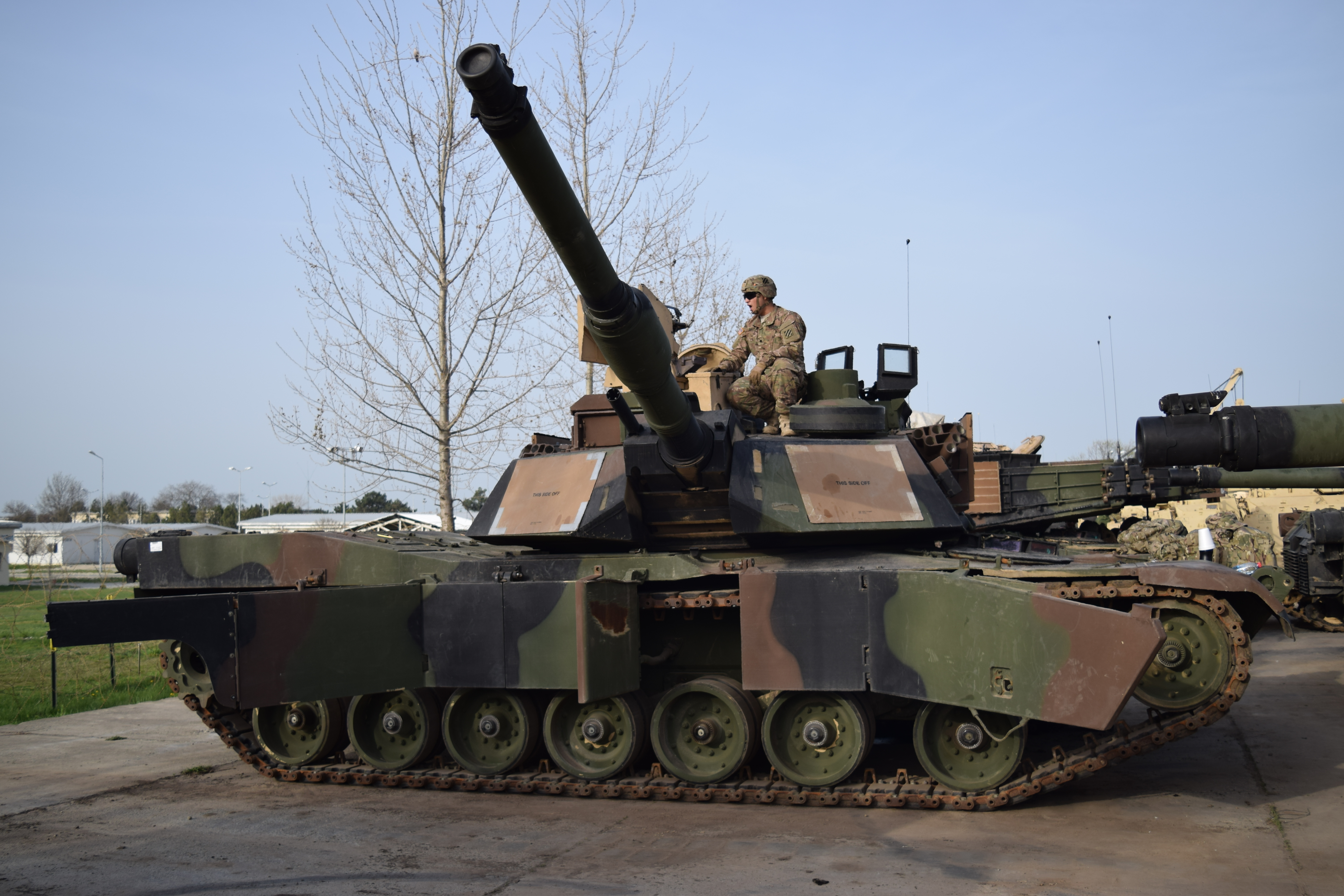
M1 Abrams de la 3e division d'infanterie des États-Unis lors des manœuvres internationales Anakonda en Roumanie en 2016.

En coordination avec les mesures prises par l'OTAN, mais sous leur commandement, les États-Unis renforcent depuis 2014 leur présence militaire en Europe. Cette initiative, baptisée « initiative de réassurance européenne » est lancée par le Président Obama en juin 2014 à l'occasion de son déplacement en Pologne. Elle se traduit par la présence continue en Europe de moyens terrestres, navals et aériens plus importants et la tenue de nombreux exercices afin d'améliorer le niveau de préparation et d'interopérabilité des forces de l'OTAN,.
Avant renforts résultant de cette initiative, l'U.S. Army en Europe ne comptait que deux unités combattantes basées l'une en Allemagne, l'autre en Italie et ne disposant plus de chars lourds depuis avril 2013. Avec cette initiative, les Américains envoient en Europe par rotation des unités supplémentaires, comme en 2017 une brigade blindée renforcée qui se déploie aux côtés des forces de l'OTAN en Europe de l'Est et du Sud-Est.

## Mesures d'adaptation
Le plan d'action « réactivité » (RAP) inclut également des mesures d'adaptation, qui sont des changements à plus long terme dans la structure de forces et de commandement de l'OTAN parmi lesquelles figurent :
- le triplement des effectifs de la Force de réaction de l'OTAN (NRF) ;
- la création au sein de la NRF d'une force opérationnelle interarmées à très haut niveau de préparation (VJTF) capable de se déployer sur très court préavis ;
- le renforcement des forces navales permanentes ;
- la création de huit unités d’intégration des forces OTAN (NFIU) – qui sont des QG de petite taille – en Europe centrale et orientale pour faciliter la réactivité et le déploiement rapide des forces ;
- la création de quartiers généraux permanents pour le Corps multinational Nord-Est à Szczecin (Pologne) et la Division multinationale Sud-Est à Bucarest (Roumanie) ;
- l'Opération Atlantic Resolve, rotation de troupes U.S. sur le sol européen ;
- la mise en place d'un QG permanent de groupement de soutien logistique interarmées.

## Sources